# Gabriel Tellez

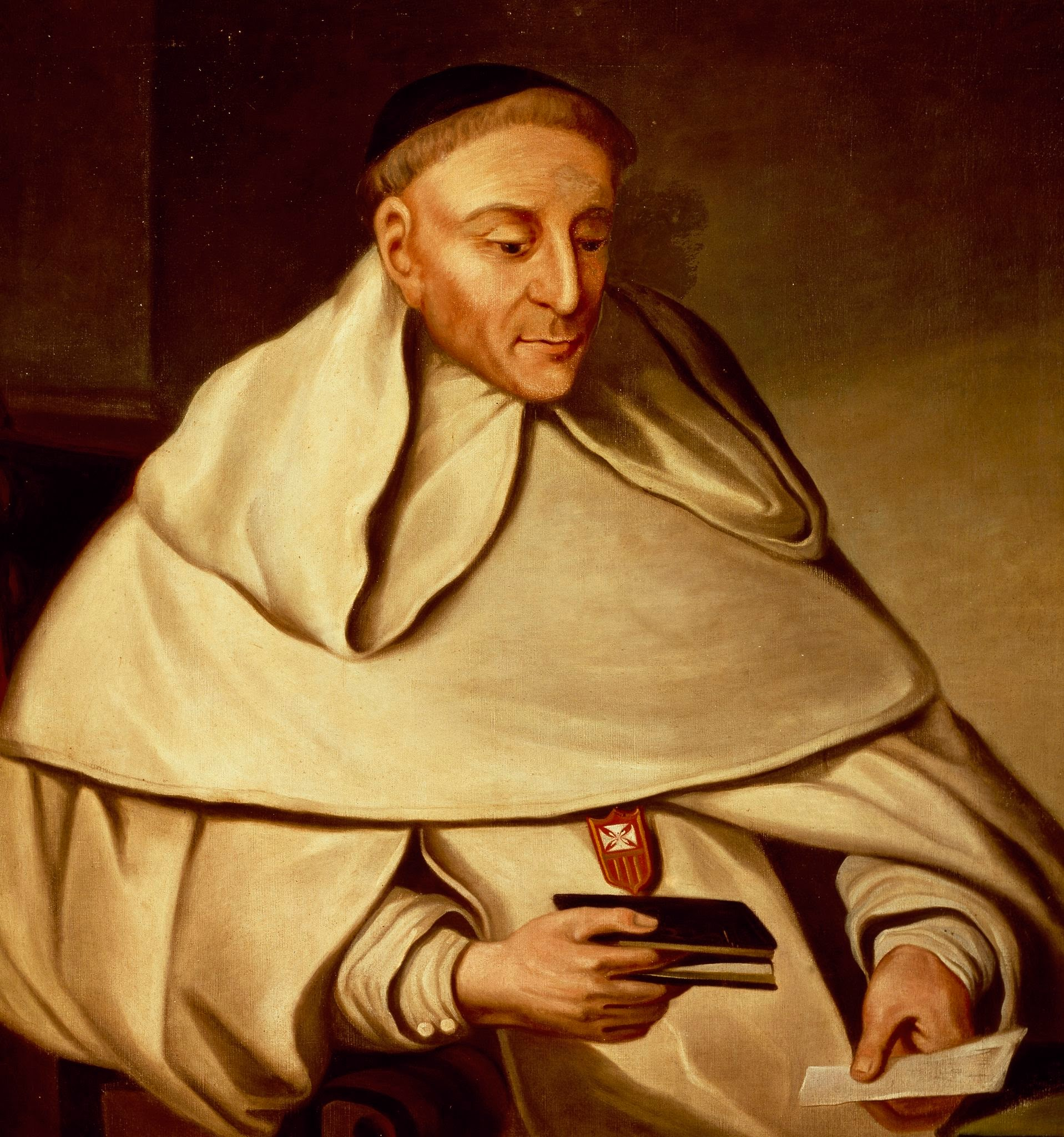
Gabriel Tellez

Gabriel Téllez, bekend onder het pseudoniem Tirso de Molina, (Madrid, oktober 1571 - Almazán (Soria), 12 maart 1648) was een Spaans toneelschrijver en dichter. Hij gaf aan de legende van Don Juan een eerste literaire uitwerking (El burlador de Sevilla y convidado de piedra).

## Levensloop
Tellez studeerde aan de Alcala de Henares en werd lid van de Orde van Genade op 4 november 1600. Hij trad binnen in het klooster van San Antolin in Guadalajara in Spanje op 21 januari 1601. Nadat hij tien jaar toneelstukken had geschreven, werd hij in 1615 door zijn overste voor de missie naar West-Indië gestuurd. Hij keerde terug naar Europa in 1617 en verbleef vervolgens in het huurlingenklooster in Madrid. Hij werkte mee aan de Academia poetica van Madrid, gesticht door Sebastian Francisco de Medrano. Hij wedijverde in literaire wedstrijden en later ook in modeontwerpen. Tirso de Molina schreef talrijke toneelstukken.
Zijn eerste publicatie, het onvolledige Cigarrales de Toledo (erkend in 1621, maar niet gepubliceerd tot 1624), is een mengelmoes van werken, korte verhalen, romans, poëzie en drie toneelstukken.
Een van de romans, Los Tres Maridos Burlados, was waarschijnlijk gebaseerd op Mambriano van Francesco Cieco da Ferrara. Dit stuk en het stuk getiteld El Vergonzoso En Palacio tonen zijn verstand en vernuft. De inleiding bij Cigarrales de Toledo toont dat Tirso de Molina al driehonderd stukken geschreven had en dat hij in deze periode van zijn carrière alleen zijn vriend Lope de Vega in populariteit moest laten voorgaan.